# U-17-Fußball-Südamerikameisterschaft 1995
Die U-17-Fußball-Südamerikameisterschaft 1995 fand in Peru statt.
Ausgetragen wurden die Begegnungen zur Ermittlung des Turniersiegers in den Städten Lima und Trujillo. Gespielt wurde in zwei Gruppen à fünf bzw. vier Mannschaften und einer anschließend ebenfalls im Gruppenmodus ausgetragenen Finalphase mit vier Teams. Es nahmen am Turnier die Nationalmannschaften Argentiniens, Boliviens, Brasiliens, Chiles, Kolumbiens, Paraguays, Perus, Uruguays und Venezuelas teil. Aus der Veranstaltung ging die U-17 Brasiliens als Sieger hervor. Die Plätze zwei bis vier belegten die Nationalteams aus Argentinien, Uruguay und Chile. Torschützenkönig wurde mit zehn erzielten Treffern der Brasilianer Marco Antonio vor dem Chilenen Iván Campos (sieben Tore).
Brasilien und Argentinien als die beiden nach Abschluss des Turniers bestplatzierten Auswahlmannschaften qualifizierten sich für die U-17-Weltmeisterschaft 1995 in Ecuador.